# Aleurolonga cassiae
Aleurolonga cassiae là một loài côn trùng cánh nửa trong họ Aleyrodidae, phân họ Aleyrodinae.
Aleurolonga cassiae được Mound miêu tả khoa học đầu tiên năm 1965.